# Никола Дечев
Никола (Кольо) Дечев, наричан Дечооглу, е български революционер, велешки войвода на Вътрешната македоно-одринска революционна организация.

## Биография

### Ранни години
Никола Дечев е роден през 1880 година в Стара Загора, в заможно търговско семейство. Завършва пети клас в Стара Загора и после учи в Самоковското железарско училище (1895 – 1898). Под въздействието на Гоце Делчев Дечев, Никола Жеков, Петър Самарджиев, Марин Георгиев, Тимо Ангелов, Петър Юруков, Стефан Стойчев, Делчо Коцев, Душо Желев и Велко Миков заедно с ученици от американското училище Никола Дочев, Добри Даскалов и Крум Дочев стават членове на ВМОРО. Създават и таен ученически кръжок на името на Трайко Китанчев ръководен от Никола Дечев. След това отваря оръжеен дюкян в Кюстендил, където другарува и с Мицо Делчев, брат на Гоце Делчев.
В началото на 1900 година заминава за Македония, като се присъединява към четата на Михаил Апостолов – Попето. Поради конфликт с Андон Кьосето напуска сборната чета и е прехвърлен в четата на Христо Чернопеев, където скоро става помощник-войвода. През август 1901 година заедно с Христо Чернопеев, Яне Сандански, Сава Михайлов, Кръстьо Асенов, Андон Кьосето участва в отвличането на Елън Мария Стоун, но заминава за София преди края на аферата.

### Първа велешка чета
Задграничното представителство на ВМОРО в София го изпраща обратно в Македония като велешки войвода през 1902 година. Определеният му район са българските села в Азот, покрай река Бабуна.
От Кюстендил четата заминава за местността Сенокос, където войводата Дечев избира за помощник-войвода и секретар Филип Торбичков, за десетници Найдо Арсов и Даме Новев, а за знаменосец Павел Чупаров. В Азот за пръв път четата влиза април 1902 година, където създават комитетските мрежи и се противопоставят на сръбската пропаганда. Четите на сърбина Христо (Риста) Филипович и сърбоманина Наце Лолов от село Скачинци нахлуват в Азот. След село Крива круша четата на Никола Дечев им прави засада и разбива сръбската чета, като Филипович е убит. През декември се сражава при Никодин.
След взетото решение за вдигане на въстание през януари 1903 година Никола Дечев и някой от четниците си пристига в България, а за останалите четници бе назначен за войвода Питу Гули. В София Никола Дечев се среща с д-р Христо Татарчев и Христо Матов, задгранични представители на организацията. Прибира се и в Стара Загора, където се запознава с Иван Гарванов.

### Втора велешка чета
През март 1903 година в Кюстендил сформира втора велешка чета, която се присъединява към голяма сборна чета начело с Христо Чернопеев. Кюстендилският фотограф Анастас Новев прави снимка на сборния отряд и на отделните чети, и те заминават за Македония на 24 март 1903 година. Още на 28 март обединената чета влиза в бой с турски аскер, като по-късно се разделя, Никола Дечев и Коста Мазнейков потеглят за Велешко. На 8 април дават голямо сражение на редовна турска армия, като на помощ идва и четата на Чернопеев, а после и върховистката чета на Никола Лефтеров. След понесените големи загуби от страна четата на Никола Дечев, между които и Роман Мишайков и студента Марко Марков, син на Нестор Марков, Дечев се изтегля в България.

### Трета велешка чета
Новата чета на Никола Дечев включва помощник-войвода Стойно Черногорски от Средногорово, секретар Юлий Розентал, а старите четници Филип Торбичков, Павле Чупаров, Даме Новев, Пано Мокренчето и Дими Тютюнджиев за десетници. В средата на септември велешката чета, заедно с четите на войводите Тома Пожарлиев, Атанас Мурджев, Григор Манасиев, поручик Иван Топчев навлиза в Македония. На 12/25 септември са обкръжени и водят тежко сражение в околностите на село Луково. След 10-часов бой с около 7000 редовна войска и башибозук, в който четите дават повече от 30 жертви и в който загиват войводите Манасиев, Топчев и Дечев, Пожарлиев и Мурджев изтеглят през нощта оцелелите четници към границата на Княжество България.
На мястото на Никола Дечев за велешки войвода е изпратен Стефан Димитров. Бивакът на Дечев днес се съхранява в Регионалния исторически музей на Сливен.
- Третата велешка чета в Сенокос, септември 1903 година. Никола Дечев е седнал в средата, с дясна ръка, подпряна на машинката.
- Пионерното отделение на Дечев (4-ти от ляво надясно). Най-вляво Юлий Розентал
- Четата на Дечев в 1903 г. Източник: Държавна агенция „Архиви“
- Стефан Стойчев и Димитър Шумналиев
- Паметникът „Паднали за свободата на Македония“ в Кюстендил с името на Дечев (18-и във втората колона)
- Участници в революционния кръжок от Самоковското железарско училище: Никола Жеков е първи, а Никола Дечев е трети